# 1946 na literatura

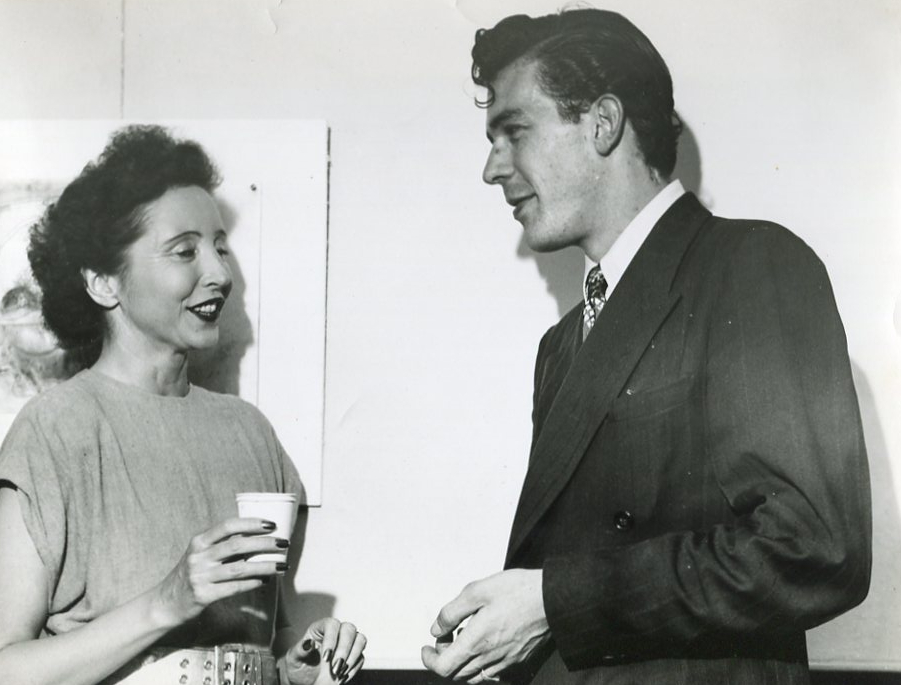
A ensaísta, romancista e escritora Anaïs Nin com George Leite no Daliel's em 1946

## Eventos
- 31 de Agosto - Publicação do artigo Hiroshima, de John Hersey, marco de nascimento do Jornalismo literário.
- Aldous Huxley publica The Perennia Philosophy.

## Nascimentos
| Data           | Nome                | Profissão                                            | Nacionalidade  | Observações | Ref |
| -------------- | ------------------- | ---------------------------------------------------- | -------------- | ----------- | --- |
| 31 de janeiro  | Michael Drosnin     | jornalista e escritor                                | Estados Unidos |             |     |
| 25 de Maio     | Rubens Jardim       | jornalista e poeta                                   | Brasil         |             |     |
| 7 de Agosto    | Vicente Franz Cecim | escritor                                             | Brasil         |             |     |
| 2 de setembro  | Abel Caballero      | político e escritor                                  | Espanha        |             |     |
| 13 de Setembro | Aníbal Beça         | poeta, tradutor, compositor, teatrólogo e jornalista | Brasil         | m. 2009     |     |
| 19 de Outubro  | Philip Pullman      | escritor                                             | Inglaterra     |             |     |
| 20 de outubro  | Elfriede Jelinek    | novelista e autora de peças de teatro                | Áustria        |             |     |

## Mortes
| Data          | Nome                      | Profissão                                            | Nacionalidade | Observações | Ref   |
| ------------- | ------------------------- | ---------------------------------------------------- | ------------- | ----------- | ----- |
| 16 de janeiro | Eduardo dos Santos        | jornalista e escritor                                | Portugal      | n. 1893     | [ 1 ] |
| 10 de Maio    | Catulo da Paixão Cearense | compositor, músico,escritor                          | Brasil        | n. 1893     |       |
| 8 de julho    | Carlos Amaro              | poeta, dramaturgo, jornalista e político republicano | Portugal      | n. 1879     |       |
| 13 de Agosto  | H. G. Wells               | escritor                                             | Inglaterra    | n. 1866     |       |
| ?             | Afonso Lopes Vieira       | poeta                                                | Portugal      | n. 1878     |       |

## Prémios literários
- Nobel de Literatura - Hermann Hesse.
- Prémio Machado de Assis - Tobias do Rego Monteiro
- Prêmio Goethe - Hermann Hesse